# Regne de Geòrgia
El Regne de Geòrgia (en georgià: საქართველოს სამეფო, Sak’art’velos Samep’o) fou un estat medieval fundat entre el 1008-1010 pel rei Bagrat III, el qual unificà territoris de l'antic Regne d'Ibèria que estaven sota control sassànida i altres petits feus cristians de la zona del Caucas, completant la tasca que el duc de Tao, Gurguèn, s'havia proposat de fer el 975. Amb el rei David IV, que trencà el vassallatge amb l'Imperi Persa i l'Imperi Romà d'Orient, començà una etapa d'esplendor o Edat d'or de Geòrgia, floriment que perduraria durant els segles xi i xii. Més tard, al segle xiii va caure sota el domini mongol, però aconseguí desfer-se'n al cap de 40 anys. Això no obstant, l'any 1386, renovades incursions mongoles i turques feren caure el regne en l'anarquia l'any 1466 i en la divisió del regne en tres estats independents: Kartli, Kakhètia i Imerècia.

## El nom
El nom que els historiadors europeus han donat a aquest regne sembla que deriva del sobrenom del rei d'Ibèria Vakhtang I Cap de Llop, Cap de llop, animal que en persa es diu gorj, d'on es va estendre el nom dels habitants d'aquest territori, els georgians o llops.
Els georgians, en canvi, anomenaven el seu reialme Sakartvelo, que probablement és la unió dels mots sa khartv-elo, que vol dir: país de la gent originària de khaldi, (khartvli, en georgià antic), és a dir Caldea, situada a Mesopotàmia.

## Orígens i fundació
Geòrgia, en l'antiguitat, era un territori que comprenia dos reialmes culturalment diferents: Ibèria i la Còlquida. Aquesta darrera regió era ètnica i culturalment grega; moltes colònies de la península balcànica foren fundades pels còlquides; el seu reialme esdevingué amb els anys vassall dels reis del Pont i més tard esdevingué província romana amb la conquesta de Pompeu. Ibèria era la regió oriental, que era cristiana des de l'època de les predicacions de santa Nina, al segle iv. Situada, doncs, en l'encreuament de les cultures romana i persa, Geòrgia era un territori conformat per petits feus quan el 580 els seus veïns sassànides, un poble de religió musulmana, els van envair. Sense resignar-se al canvi, els seus habitants es refugiaren cap a l'oest, en les regions d'Abkhazia o Tao-Klarjeti, on van conservar la seva identitat cultural.
Uns d'aquestes famílies de senyors feudals, els Bagrationi, prengué possessió del sud-oest al segle ix i hi van establir el Curopalatinat de Kartli, com a ducat vassall de l'Imperi Romà d'Orient. Malgrat la fragilitat del seu poder, el príncep Adarnasses d'aquesta dinastia, s'autoproclamà l'any 888 "rei dels Georgians". La instauració del Regne Unit de Geòrgia es considera que va ser el 1008, quan Bagrat III, fill de Gurguèn II, va esdevenir el governador del Regne de Geòrgia de l'Est (Regne d'Abkhazeti), incloent-hi els principats d'Imerècia, Mingrèlia, Abkhàzia, Gúria i Svanètia. El 1110 completaren el regne amb una expansió territorial cap a la regió central de Kakhètia.
Tot i que l'Imperi Romà d'Orient havia donat suport a la dinastia Bagrationi en la seva tasca unificadora i expulsora dels perses, la relació havia esdevingut tensa des que l'emperador Basili II havia envaït els dominis del príncep David de Tao i s'havia apoderat duns territoris que haurien passat en herència a Bagrat III. És per això que el primer rei de Geòrgia feu una aliança amb els musulmans contra els romans d'Orient i els primers enfrontaments armats començaren amb el seu successor Jordi I qui, per recuperar les terres perdudes de la seva família, envaí victoriosament el nord-est de l'actual Turquia. El 1021, les tropes georgianes foren vençudes a Shirimni pels romans d'Orient, s'acordà una treva efímera, però el conflicte es reprengué. El rei Bagrat IV hagué d'afrontar múltiples revoltes nobiliàries, totes alimentades des dels romans d'Orient, fins que esclatà una segona guerra el 1033, que va concloure amb una aliança familiar entre els dos països.

## Expansió
La segona meitat del segle xi estigué marcada per la invasió dels turcs seljúcides, un poble nòmada que fundà un imperi a finals de la dècada del 1040 el qual englobava la major part de l'Àsia central i Pèrsia. El 1071, l'exèrcit seljúcida destruí les forces aliades de l'Imperi Romà d'Orient, Armènia i Geòrgia, en la batalla de Mantziciert. El 1081, ocuparen Armènia, Anatòlia, Mesopotàmia, Síria i la major part de Geòrgia. Només les regions muntanyeses d'Abkhàzia, Svanètia, Ratxa i Khevsourètia restaren fora del control turc i reberen l'afluència de nombrosos refugiats georgians.
El jove rei David IV, hereu del tron als 16 anys quan el seu pare abdicà el 1089, organitzà la lluita contra l'ocupant turcoseljúcida. Creà un exèrcit regular per assegurar la resistència a la colonització del seu país. La Primera Croada, del 1096 al 1099 i l'ofensiva dels croats contra els seljúcides d'Anatòlia i Síria ajudà a afeblir l'enemic dels georgians. A finals del 1099, David havia deixat de pagar el tribut als turcoseljúcides i havia recuperat el control sobre la major part de Geòrgia, amb l'excepció de Tblisi i Herècia. El 1103 reorganitzà l'església ortodoxa georgiana i reforçà els llaços amb l'estat nomenant arquebisbe a un dels seus cancellers. Entre el 1103 i el 1105 el seu exèrcit recuperà Herècia i efectuà diversos atacs victoriosos al Xirvan. Del 1110 al 1118 ocupà el territori dels Lorí, Xaix, Rustavi i altres fortaleses del Baix Karthli, transformant a poc a poc Tbilissi en l'únic reducte seljúcida de Geòrgia. Entre 1118-1119, davant els vastos territoris desocupats per la retirada dels turcoseljúcides i amb la necessitat de disposar de soldats qualificats, David cridà a 40.000 guerrers cumans de Ciscaucàsia per instal·lar-s'hi amb llurs famílies. El 1120, el cap dels alans es reconegué com a vassall de David i envià milers de soldats sota les seves ordres a Karthli, les famílies dels quals s'integraren amb els georgians i donaren lloc als ossets. L'exèrcit georgià s'enriquí a més de mercenaris procedents de diversos llocs: alemanys, italians i escandinaus, tots ells esmentats amb el nom comú de «francs», i també acollí mercenaris russos del veí regne de Kiev.
El 1121, el soldà seljúcida Mahmud II declarà la guerra a Geòrgia i hi envià les seves tropes sota el comandament del general Ilghazi. Encara que en inferioritat numèrica, els georgians aconseguiren abatre els enemics en la batalla de Didgori i recuperar Tbilissi el 1122, citat que esdevindria la capital. Dos anys més tard, els turcs també perderen Xirvan: la part de la població, que encara era cristiana, fou annexada a Geòrgia, mentre que la part habitada per musulmans esdevingué un estat vassall. El mateix any, David annexà una gran part d'Armènia. Aquest rei morí el 1125 i passà a la història com el Constuctor perquè no només va delimitar les fronteres i assegurar la pau del país sinó que, amb les seves reformes, va establir l'estructura administrativa i defensiva.
Els seus successors, Demetri I, David V i Jordi III continuaren la seva política expansionista i sotmeteren la major part dels clans que habitaven les muntanyes i les tribus del Caucas del Nord, a més de consolidar la presència georgiana a Xirvan. El regnat més gloriós correspon, al de la seva neta Tamara.

## L'Edat d'Or
La pujada al tron de la reina Tamara coincidí amb l'apogeu del Regne de Geòrgia. Durant els anys 1194 i 1204, els exèrcits georgians repel·liren diverses temptatives turques d'invasió pel sud-est i pel sud, engegaren campanyes victorioses contra el sud d'Armènia, que estava sota control turc, i fundaren un protectorat georgià acceptant els emirs turcs en els llocs de govern d'aquelles províncies.
La caiguda temporal de l'Imperi Romà d'Orient el 1204 feu de Geòrgia l'estat cristià més poderós a l'est de la Mediterrània. El mateix any, Tamara envià les seves tropes a Lazistan, ja que es temia que els mateixos destructors de l'Imperi Romà d'Orient ataquessin Geòrgia des de la mar Negra. El 1205, creà en el territori ocupat un estat fronterer governat pel seu cosí Aleix, anomenat Imperi de Trebisonda, que acceptà la dependència de Geòrgia. El 1210, l'exèrcit de Geòrgia envaí el nord de Pèrsia (l'actual Azerbaidjan Iranià) on Tamara hi instaurà un protectorat, fet que donà la màxima expansió territorial de la història del seu reialme.
Aquest període anà acompanyat d'una intensa activitat cultural, en particular pel que fa a l'arquitectura, la literatura, la filosofia i la ciència, motiu pel qual se'l coneix com l'Edat d'Or de Geòrgia.
En la dècada del 1220 el mongols van irrompre al sud del Caucas i a Anatòlia. Malgrat una ferotge resistència, les forces georgianes, armènies i llurs aliats acabaren capitulant. El 1243, la reina Russudan signà un tractat de pau amb els mongols, segons el qual Geòrgia perdia els seus territoris vassalls més altres parts i s'avenia a pagar un tribut a l'invasor, que ocuparia i dirigiria de facto més de la meitat del país. Tbilissi, igualment ocupada pels mongols, conservà l'estatus de capital però la rein ja no hi tornà sinó que romangué a Kutaisi fins a la seva mort el 1245. En les zones que no van ser ocupades, el poder central passà de mica en mica a mans de senyors feudals de la família Jakéli de la regió de Samtshké, que teixiren les seves pròpies relacions amb els mongols i que aconseguiren una secessió el 1266.

## Decadència i disgregació
La primera insurrecció contra els mongols esclatà el 1259, impulsada per David VI de Geòrgia, objectiu que continuaren els seus successors,  Demetri II (1270–1289) i David VI (1293–1311). Jordi l'Il·lustre (1314–1346) acabà la darrera etapa de la reconquesta, deixà de pagar el tribut el 1220 i restablí la influència sobre l'Imperi de Trebisonda.
Entre el 1386 i el 1403, el Regne de Geòrgie hagué de fer front a noves invasions turco-mongoles que, a excepció de Abkhàzia i Svanètia, delmaren la població i devastaren l'economia i els centres urbans.
Al llarg del segle xv aparegueren altres problemes. No solament l'economia estava en un punt mort, sinó que a més no hi va haver una sola dècada sense l'arribada de nous invasors. En aquest moment diversos prínceps assumiren la responsabilitat de conservar la unió d'un estat cristià del que havia estat Geòrgia. Però tot plegat no fou suficient i escolliren la secessió. El 1490, el rei Constntí II comprengué que era massa tard per salvar el país, convocà un gran consell nacional amb tota la noblesa de Geòrgia, el qual confirmà la divisió del reialme.
Una altra de les raons del declivi polític i militar de Geòrgia fou la plaga de pesta bubònica que assolà el país. Aquesta terrible malaltia fou introduïda el 1346 pels soldats de Jordi l'Il·lustrat quan tornaven d'una expedició militar al sud-oest per repel·lir la invasió d'unes tribus comandades per la dinastia Osman. Es creu que l'epidèmia acabà amb gairebé la meitat de la població, cosa que deixà els georgians sense capacitat militar ni logística.

## Religió i cultura

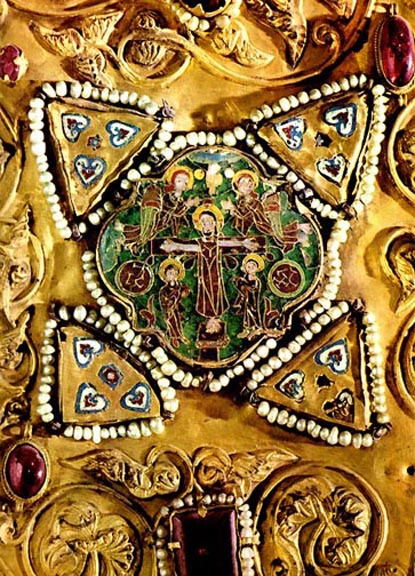
Detall del tríptic de Khakhuli.

Del culte cristià sorgiren altres elements característics de la cultura georgiana, entre els quals cal destacar: la cal·ligrafia, el cant polifònic, imatges religioses esmaltades amb la tècnica del cloisonné, com el tríptic de Khakhuli i l'estil de cúpula característic de l'arquitectura eclesiàstica georgiana. En són exemples destacats d'aquesta arquitectura: el monestir de Gelati, i la catedral de Bagrati, a Kutaisi, el monestir i acadèmia d'Ikalto, i la catedral de Svetitskhoveli, a Mtskheta.
Van ser figures rellevants de la cultura georgiana: Eutimi d'Atos (955–1028), Jordi l'Hagiorita (1009–1065), Arsen d'Iqalto (segle xi) i efem Mtsire (segle xi). La filosofia florí entre els segles xi i xiii, especialment en l'acadèmia del monestir de Gelati, on Joan Petritsi feu una síntesi dels pensaments aristotèlic i neoplatònic.
El regnat de Tamara marcà l'evolució de l'art cap a altres camps diferents del religiós, que començà a perdre el seu lloc predominant. Aquesta tendència culminà en la poesia èpica de Xota Rustaveli, autor de El cavaller a la pell de tigre (Vepkhistq'aosani), que lloa els ideals humanistes de cavalleria, amistat i amor cortès.
Des del segle x, l'Església Ortodoxa de Geòrgia va tenir un paper destacat en la difusió del cristianisme per les muntanyes del Caucas, on els missioners enviats pels patriarques de Constantinoble, Roma, Alexandria, Antioquia i Jerusalem havien fallat. Això ve corroborat no tan sols per fonts documentals antigues, sinó també per les inscripcions en caràcters georgians trobades en diversos edificis que encara es poden veure tot al nord del Caucas, com ara a Txetxènia, Ingúixia, Daguestan, Ossètia del Nord i Kabardino-Balkària. L'edat d'or del monaquisme georgià s'estengué del segle ix a l'XI. Durant aquest període, es fundaren monestirs fora de Geòrgia, com al Mont Sinaí, al Mont Atos (on està el monestir dels Ibers, dins el qual es conserva una valuosa icona anomenada Theotokos Iverskaya), i a Palestina.

## Política i societat
Els monarques georgians, encara que van fer del cristianisme un identificador de la seva cultura, van seguir una política de tolerància religiosa amb altres creences i acceptaren en la seva societat mercaders musulmans i jueus. La seva estructura social fou equiparable a l'estructura feudal dels països d'Europa occidental, molt probablement influïda pel model romà d'Orient.
El feudalisme georgià o "patronqmoba" passà per tres etapes diferenciades. En un primer període, que aniria entre el segle VIII i l'XI, la societat georgiana estigué organitzada com una xarxa basada en dependències entre el rei i nobles de diversa categoria. A començaments del segle ix, Geòrgia havia desenvolupat un sistema en què el vassallatge dels senyors s'intercanviava per beneficis de rendes. A diferència dels estats de l'Europa medieval, en què hi havia tres elements de compromís polític –ciutats, senyors feudals i l'Església– que es repartien el poder entre ells i, en conseqüència, promogueren el sorgiment d'estats fortament centralitzats, a Geòrgia les ciutats eren massa febles i no posseïen drets, els senyors feudals eren massa poderosos i l'Església estava nominalment subjugada a la corona, cosa que limitava la seva activitat política.
L'elit aristocràtica d'aquest període estava dividida en dos grups:

Una classe superior de nobles la categoria i dignitat dinàstica dels quals s'expressa en els termes didebuli i tavadi respectivament.En el tercer període, entre els segles XI i XIV, totes les paraules anteriorment referents a nobles esdevingueren sinònimes amb el terme eristhavi, quan tots tres termes es feien servir per designar el rang superior, els prínceps.

L'altra classe, els aznauri, eren nobles que tenien el seu estatus per naixement o bé l'adquirien mitjançant patent concedida per un rei o per un senyor de la classe superior.
El poder de la noblesa feudal sobre els camperols amb el temps va anar en augment i els darrers començaren a perdre la llibertat personal de què havien gaudit en els inicis.

## Administració
Els eristavi (ducs) estaven a càrrec de l'administració provincial. Els ducats o saeristavo estaven dividits en unitats territorials menors anomenades khevi, governades per khevistavi (dits khevisberi a les regions de muntanya). La llista dels ducats en l'època de la reina Tamara n'incloia nou: Svanètia, Ratxa-Takveri, Tskhumi, Arguètia, Odishi, Kartli, Kakhètia, Herècia i Samtskhé.
Les regions frontereres tenien privilegis excepcionals, drets autonòmics i estaven governades per un eristavi monapire (governador de la frontera). A més hi havia diverses marques frontereres (sanapiro) establertes en els districtes del sud: Gagi, Lorí, Akhalkalaki, Artaani, Panaskerti, Khatxèn i Kars.
Les ciutats estaven administrades per amiri, i en el cas de les grans ciutats per amirtamira. Tots aquests càrrecs i divisions administratives estaven explicats en un codi legal anomenat Constitució de la cort reial. Els bisbes i les esglésies estaven exempts d'obligacions fiscals.
Els diners obtinguts dels tributs i els dels botins de guerra s'afegien a la tresoreria reial, cosa que donà peu a la dita popular «els camperols eren iguals als nobles, els nobles iguals als prínceps i els prínceps iguals als reis.»